# Нери Пумпидо
Нери Алберто Пумпидо (шп. Nery Alberto Pumpido; 30. јул 1957) бивши је аргентински фудбалер и тренер.

## Спортска каријера
Играо је на позицији голмана. Био је учесник на три Светска првенства 1982, 1986 и 1990. Са репрезентацијом Аргентине освојио је Светско првенство 1986. године. Бранио је на чувеној утакмици против Енглеске у четвртфиналу (2:1), као и против Западне Немачке у финалу (3:2).
У каријери је играо за Унион Санта Фе, Велез Сарсфилд, Ривер Плејт, Реал Бетис и Ланус.

## Успеси
Ривер Плејт
- Примера дивисион: 1985/86.
- Копа Либертадорес: 1986.
- Интерконтинентални куп: 1986.

Репрезентација
Аргентина
- Светско првенство: 1986.